# Film de proces
Filmul de proces (în franceză film de procès, în engleză trial film) este un gen cinematografic în care acțiunea are loc (și) în sala de judecată și/sau prezintă diverse proceduri judiciare. Poate reprezenta un caz penal fictiv sau real și se poate termina cu hotărârea juriului sau a judecătorului. De obicei începe cu o infracțiune (o crimă în cele mai dese cazuri), urmată de acțiunile poliției, procuratorii și a avocaților apărării și înfruntările de la tribunal. Abordează diverse teme sensibile, precum pedeapsa cu moartea (Un scurt film despre omor), eroarea judiciară (În numele tatălui) sau eroarea medicală (Verdictul).

## ListaAmerican Bar Association
În 1989,  American Bar Association a evaluat cele mai bune douăsprezece filme de proces din toate timpurile și a oferit o evaluare juridică detaliată și motivată pentru alegerile sale. Zece dintre filme sunt în limbaengleză; M este în limba germană, iar Patimile Ioanei d'Arc este un film mut francez. Filmele din lista ABA Journal sunt:
| Titlu                          | Premiera | Note                                                                          |
| ------------------------------ | -------- | ----------------------------------------------------------------------------- |
| 12 oameni furioși              | 1957     | Nominalizare la 3 premii Oscar. (AFI)                                         |
| Un om pentru eternitate        | 1966     | Nominalizare la 8 premii Oscar, a câștigat 6. (AFI) Pe baza unui proces real. |
| Anatomia unei crime            | 1959     | Nominalizare la 7 premii Oscar. Pe baza unui proces real. (AFI)               |
| Procesul maimuțelor            | 1960     | Nominalizare la 4 premii Oscar. Pe baza unui proces real.                     |
| Procesul de la Nürnberg        | 1961     | Nominalizare la 11 premii Oscar, a câștigat 2. Pe baza unui proces real.      |
| M - Un oraș își caută ucigașul | 1931     |                                                                               |
| Cărările gloriei               | 1957     | Pe baza unui proces real (la curtea marțială).                                |
| Patimile Ioanei d'Arc          | 1928     | Pe baza unui proces real.                                                     |
| Procesul                       | 1962     |                                                                               |
| Omul greșit                    | 1957     | Pe baza unui proces real.                                                     |
| Să ucizi o pasăre cântătoare   | 1962     | Nominalizare la 8 premii Oscar, a câștigat 3. (AFI)                           |
| Verdictul                      | 1982     | Nominalizare la 5 premii Oscar. (AFI)                                         |

Zece dintre filme au loc (cel puțin parțial) în săli de judecată.

## Lista Institutului American de Film
Institutul American de Film a realizat în 2008 lista celor mai bune zece filme dramatice care au loc în sala de judecată. Aceasta cuprinde 5 filme din lista ABA de mai sus — 12 oameni furioși, Anatomia unei crime, Procesul de la Nürnberg, ...Să ucizi o pasăre cântătoare și Verdictul — și  încă cinci filme: Evil Angels (A Cry in the Dark, 1988), Oameni de onoare (A Few Good Men), Cu sânge rece (In Cold Blood), Kramer contra Kramer (Kramer vs. Kramer) și Martorul acuzării (Witness for the Prosecution).

## Filme de război sau militare
Filmele cu tribunale militare includ de obicei întrebări conflictuale de loialitate, responsabilitatea privind comanda militară, reguli etice și reguli de angajament în luptă, supunere față de autoritatea superioară, politică și conflict de clasă. O listă parțială include:
| Titlu                                     | Premiera | Note |
| ----------------------------------------- | -------- | --- |
| Revolta de pe Caine (The Caine Mutiny)    | 1954     | Film cu Humphrey Bogart, a fost nominalizat la 7 premii Oscar. Filmul descrie evenimentele de la bordul unui distrugător al marinei americane din Al Doilea Război Mondial și curtea marțială ulterioară întrunită pentru ofițerul său la comandă deoarece acesta a provocat o revoltă.     |
| Cărările gloriei (Paths of Glory)         | 1957     | Film alb-negru despre o curte marțială franceză coruptă din Primul Război Mondial. |
| Town Without Pity                         | 1961     | Dimitri Tiomkin și Ned Washington au fost nominalizați la premiul Oscar pentru tema filmului, Town Without Pity, care a fost interpretată de Gene Pitney |
| King and Country                          | 1964     | Regia Joseph Losey. În tranșeele din Franța din timpul Primului Război Mondial, căpitanul britanic Dirk Bogarde trebuie să-l apere pe soldatul Tom Courtenay, care este acuzat de dezertare.                                                                                                |
| Breaker Morant                            | 1980     | O curte marțială pentru soldații australieni organizată de către comandanții lor britanici după Războiul Burilor din Africa de Sud. |
| Oameni de onoare (A Few Good Men)         | 1992     | Adaptare după o piesă de teatru de pe Broadway de Aaron Sorkin Cu Tom Cruise, Demi Moore și Jack Nicholson. |
| Regula jocului (Rules of Engagement)      | 2000     | Colonelul Terry Childers, interpretat de Samuel L. Jackson, este adus la curte marțială sub acuzația de a nu respecta regulile angajamentului într-un incident militar la o ambasadă americană în Yemen, cu flashback-uri în Vietnam.                                                       |
| Shaurya                                   | 2008     | Un film indian regizat de Samar Khan cu Rahul Bose și Kay Kay Menon în rolurile principale. Filmul se bazează pe fundalul conflictului din Kashmir. |
| Melvilasom                                | 2011     | Un film indian bazat pe piesa de teatru cu același nume a lui Soorya Krishna Moorthy, care în sine s-a bazat pe piesa Court Martial de Swadesh Deepak. |
| American Traitor: The Trial of Axis Sally | 2021     | Se bazează pe viața lui Mildred Gillars, o cântăreață și actriță americană care, în timpul celui de-al Doilea Război Mondial, a făcut la radio propagandă nazistă trupelor americane și familiilor acestora de acasă. Gillars și avocatului ei Laughlin se luptă să-i răscumpere reputația. |